# 지니 (2004년)
지니(JINI, 2004년 4월 16일~)는 대한민국의 가수이다. 2022년 2월 22일, 걸그룹 엔믹스의 멤버로 데뷔했으나 같은 해 12월 9일 팀을 탈퇴했다. 2023년 10월 11일, 데뷔 EP An Iron Hand In A Velvet Glove 를 발매하며 솔로 데뷔했다.

## 음반 목록

### EP
- An Iron Hand In A Velvet Glove (2023)